# Ken Block
Ken Block (Long Beach (Californië), 21 november 1967 – nabij Woodland (Utah), 2 januari 2023) was een Amerikaans rallyrijder en mede-oprichter van DC Shoes. In 2011 kwam hij uit in het wereldkampioenschap rally met een Ford Fiesta RS WRC.

## Carrière

### DC Shoes
In 1994 richtte Block samen met Damon Way het bedrijf DC Shoes op. In eerste instantie was het doel om schoenen te ontwikkelen voor skateboarders. Block, vroeger ook professioneel skateboarder, was van mening dat schoenen van essentieel belang zijn in de sport.
Op 8 maart 2004 werd DC Shoes USA verkocht aan het Australisch-Amerikaans bedrijf Quiksilver voor een bedrag van 87 miljoen dollar.

### Rallysport
Block begon zijn rallycarrière in 2005. Hij kwam uit voor het Vermont SportsCar Team, met een Subaru Impreza WRX STi. Dat seizoen eindigde hij als 4de in het eindklassement van het Amerikaans rallykampioenschap, en werd daarmee "rookie of the year".
In 2006 vormde Block samen met Travis Pastrana het Subaru Rally Team USA. Hij deed naast het Amerikaans kampioenschap ook mee aan de X Games. In het kampioenschap eindigde hij als tweede. Block nam in 2007 deel aan enkele rally's van het wereldkampioenschap rally. Hij nam deel in Mexico en Nieuw-Zeeland. Omdat hij een aantal rally's miste in Amerika, eindigde hij niet hoog in dit kampioenschap. Het jaar 2008 breidde Block zijn activiteiten nog meer uit. Hij kwam wederom uit in het wereldkampioenschap en Amerikaans kampioenschap, maar nam daarnaast ook deel aan het Canadees kampioenschap. Verder pakte hij een bronzen medaille op de X Games.
In het seizoen 2010 nam Block deel aan het Wereldkampioenschap Rally. Hij kwam uit voor het Monster World Rally Team, rijdend met een Ford Focus RS WRC.

### Gymkhana
Ken Block was bij het grote publiek vooral bekend vanwege zijn Gymkhana-filmpjes op Youtube. Block oefende hierbij op afgesloten terreinen, in kleine ruimtes en krappe bochten. Ook nam hij Top Gear presentator James May mee voor een trainingsrondje. Dit werd in 2009 uitgezonden in een aflevering van het programma.

### Colin McRae DIRT 2
Computerspelfabrikant Codemasters bracht in 2009 het spel Colin McRae DIRT 2 uit. Naamgever van het spel, Colin McRae, overleed in 2007. Vanwege dit verlies was Codemasters op zoek naar een nieuwe hoofdpersoon voor de game, en kwam uit bij Ken Block. De game hield de naam van McRae.

### Privé
Block had drie kinderen met zijn vrouw Lucy, waaronder rally- en autocoureur Lia. Onder zijn beste vrienden waren Rob Dyrdek en Travis Pastrana. Op 2 januari 2023 stierf Block op 55-jarige leeftijd na een sneeuwscooterongeluk in het Mill Hollow-gebied.

### Amerikaanse Rally resultaten
| Jaar | Auto                   | 1       | 2    | 3   | 4   | 5   | 6   | 7 | 8 | 9 | DC  | Punten |
| ---- | ---------------------- | ------- | ---- | --- | --- | --- | --- | - | - | - | --- | ------ |
| 2005 | Subaru Impreza WRX STi | SNO5    | ORE7 | SUS |     |     |     |   |   |   | 4e  | 65     |
| 2006 | Subaru Impreza WRX STi | SNO 3   | ACR  | ORE | SUS |     |     |   |   |   | 2e  | 90     |
| 2007 | Subaru Impreza WRX STi | SNO 6   | ACR  | ORE | OLY | SUS |     |   |   |   | 3e  | 109    |
| 2008 | Subaru Impreza WRX STi | SNO 5   | ACR  | OLY | ORE | SUS |     |   |   |   | 2e  | 86     |
| 2009 | Subaru Impreza WRX STi | SNO RET | ACR  | OLY | ORE | SUS |     |   |   |   | 4e  | 80     |
| 2010 | Ford Fiesta            | SNO RET | ACR  | OLY | ORE | SUS |     |   |   |   | 13e | 27     |
| 2012 | Ford Fiesta ST         | SNO     | ACR  | ORE | SUS |     | OLY |   |   |   | 4e  | 44     |
| 2013 | Ford Fiesta ST         | SNO 6   | ACR  | ORE | SUS |     |     |   |   |   | 2e  | 93     |
| 2014 | Ford Fiesta ST         | SNO     | ACR  | ORE | SUS |     |     |   |   |   | 12e | 22     |